# Neidinger Heidenschloss
Das sogenannte Heidenschloss ist eine abgegangene Höhenburg bei Neidingen, einem Ortsteil der Gemeinde Beuron im Landkreis Sigmaringen in Baden-Württemberg.

## Lage
Die Reste der Spornburg liegen auf einem abfallenden Bergsporn bei 758 m ü. NN über einer von steilen Kalksteinfelswänden eingefassten Seitenschlucht des Donautals, rund 500 Meter nordwestlich von Neidingen.

## Geschichte

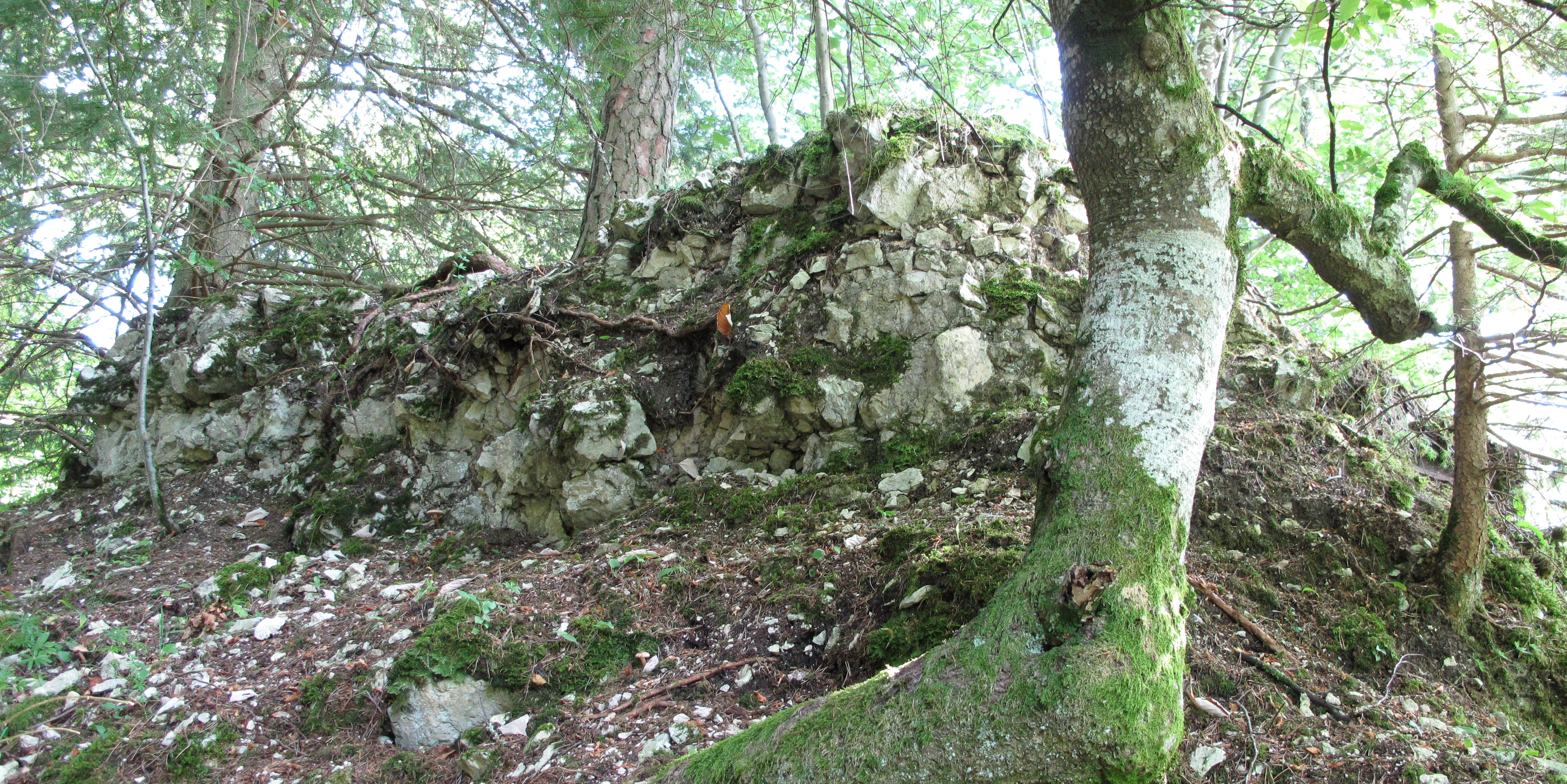
Nordöstlicher schildartiger Mauerrest des Wohnturms

Die Entstehung der Burg wird, auf Grundlage von Lesekeramikfunden, in die erste Hälfte des 12. Jahrhunderts datiert. Aufgefundene Buckelquader deuten zudem auf einen Ausbau der Anlage im 13. Jahrhundert hin. Der ursprüngliche Name der heute als Heidenschloss bezeichneten Burgstelle, wie auch ihrer Erbauer sind nicht überliefert. Möglicherweise handelt es sich um die bislang nicht lokalisierte Burg Jagberg der Herren von Ramsberg, wie die unweit gelegene Flur Jagberg vermuten lässt. Urkundlich verbürgt ist ein im Jahr 1446 durch die Brüder Hans und Marquart von Ramsberg erfolgter Verkauf des Burgstalls Jagberg mit Zubehör an Märklin von Hausen. Das Ende der Burg ist für den Zeitraum um 1300 bis 1350 anzunehmen.

## Anlage
Die nach Südwesten ausgerichtete Burganlage besitzt einen terrassenförmigen Aufbau, mit der sich an der Felskante auffächernden Unterburg und der darüber liegenden, sich rechteckig auf dem Bergsporn erstreckenden Kernburg. Im aufsteigenden Hangvorgelände durchzieht ein weiträumiger Halsgraben den Berggrat, über dem sich auf einer Breite von rund elf Meter sehr starke, von Erde überdeckte Gussmauerreste erheben. Durch eine Lücke in diesem wallartigen Mauerrest führt ein schmaler Zugangspfad zur eigentlichen Kernburganlage, unterbrochen von einem weiteren dahinter angelegten Abschnittsgraben. Oberhalb dieses inneren Grabens finden sich die geringen Reste einer schildartigen Mauer. Dabei könnte es sich um die Nordostwand eines an höchster Stelle errichteten Gebäudes (oder Wohnturms) handeln, das einst die gesamte rund 10 × 13 Meter große Fläche des zentralen Kernburgareals umfasste. Während sich auf der Südostseite Reste durchgehend flacher Mauerfundamente erhalten haben, finden sich an der Nord- und Westecke jeweils größere, stark erodierte und von ihrer Außenverblendung entkleidete Mauerwerksabschnitte. Dazwischen zeigen sich immer wieder einzelne Mauerquader im Erdreich.

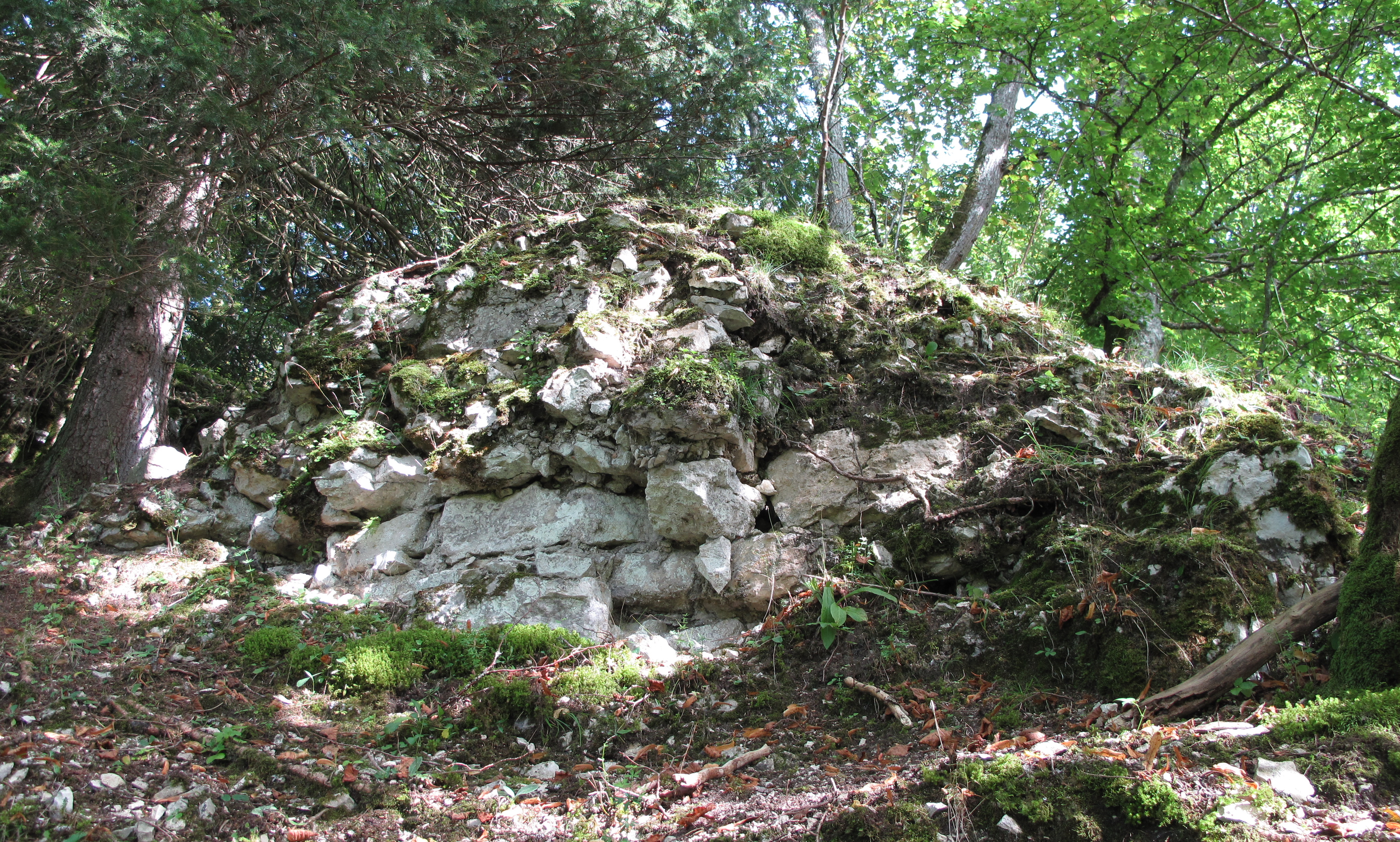
Mauerrest der Westecke der Kernburg

Im Westteil deutet eine muldenartige Vertiefung auf einen möglichen Keller hin. Von der Südwestwand zeugen geringe Mauer- und Fundamentspuren sowie flachere Schuttwälle. Nach Südwesten fällt das Gelände steil ab und mündet einige Meter tiefer in einer Hangterrasse, die sich nach Süden hin verbreitert. Hier finden sich nicht unbedeutende Reste einer mächtigen Umfassungsmauer, die sich von West nach Süd an der Felskante entlangziehen und nach Osten hin einst einen bergseitigen Sperrriegel bildeten. Von ihr haben sich größere Gussmauerabschnitte mit geringen Resten von Mauerverblendung aus Kleinquadern erhalten.

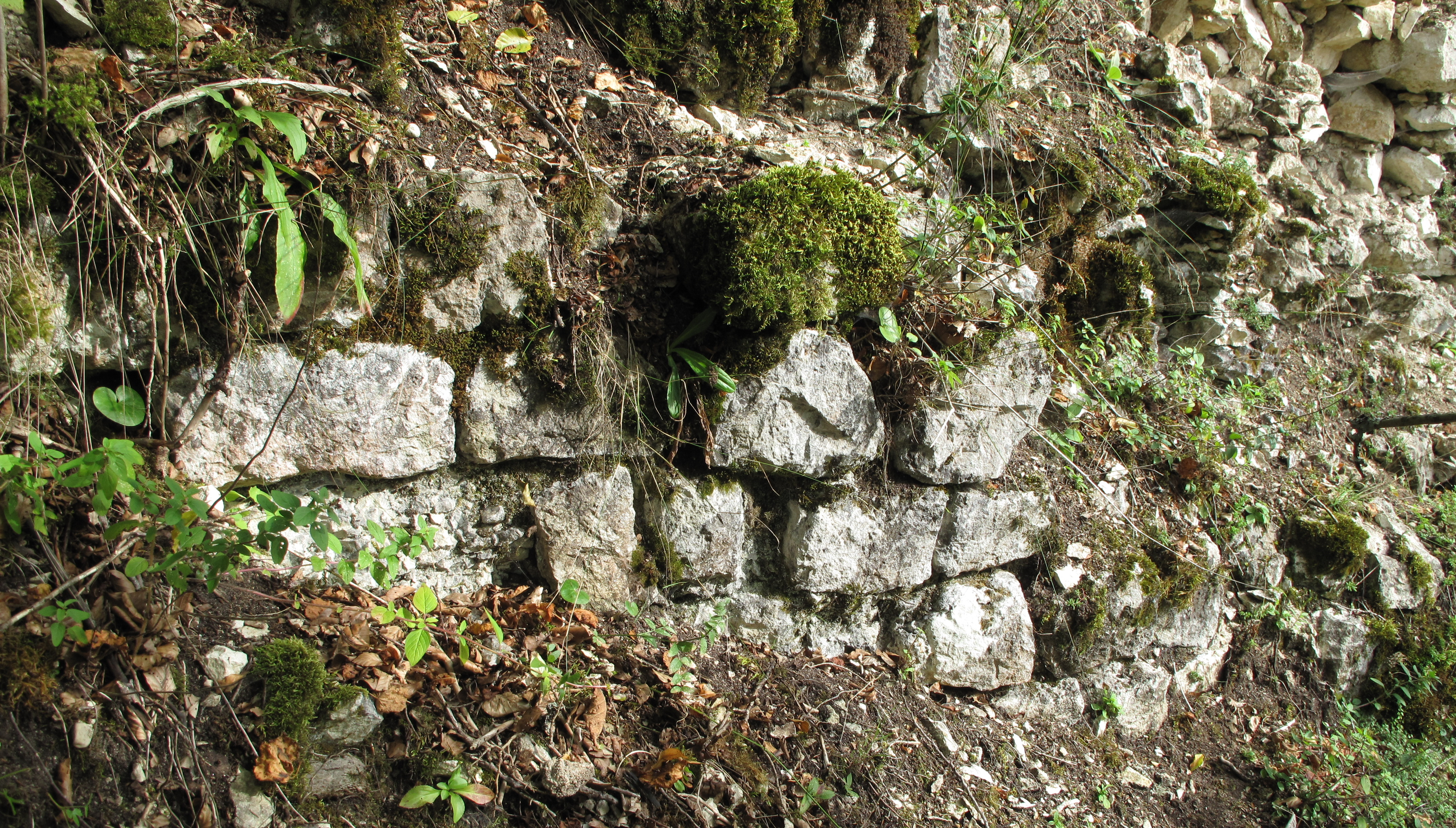
Reste der Umfassungsmauer mit Kleinquaderverblendung

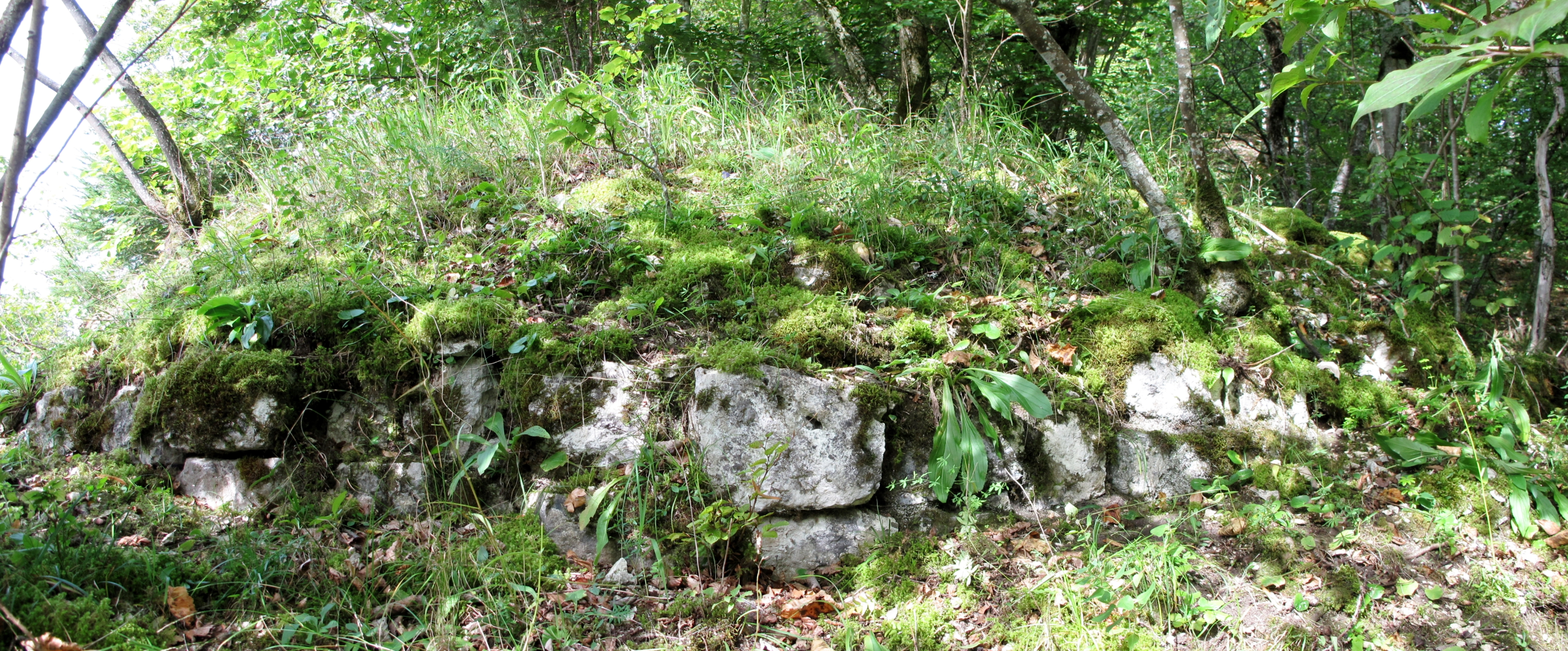
Fundamentreste eines Bauwerks der unteren Burg

Vor allem die Ostmauer zeigt die Verwendung auch sehr großer Steinquaderblöcke. Das an dieser Stelle leichter zugängliche Gelände erforderte wohl den Schutz durch eine besonders starke, massive Mauerfront. Diese bildete zugleich den Abschluss eines im Südteil der unteren Burg anzunehmenden Burghofs, während sich in deren Westteil, abgesetzt durch eine kleine Felsstufe, eine verebnete Fläche mit Resten von Mauerfundamenten erhebt, die auf ein weiteres Bauwerk (Gebäude, Turm) hindeuten. Funde von Buckelquadern sowie das Vorhandensein gut gearbeiteten Kleinquadermauerwerks an der Umfassungsmauer legen den Schluss einer baulich durchaus aufwendig errichteten Anlage nahe.